# Ostrov Dash Zirya
Ostrov Dash Zirya (ryska: Ostrov Vul’f, azerbajdzjanska: Daş Zirə Adası) är en ö i Azerbajdzjan.   Den ligger i distriktet Baku, i den östra delen av landet, 12 km sydost om huvudstaden Baku. Arean är 1,0 kvadratkilometer.